# 도호쿠 자동차도
도호쿠 자동차도(일본어: 東北自動車道, とうほくじどうしゃどう 도오쿠지도샤도[*], 동북자동차도, TOHOKU EXPRESSWAY)는 사이타마현 가와구치시의 가와구치 분기점과 아오모리현 아오모리시의 아오모리 나들목을 잇는 고속도로이다. 도호쿠도(일본어: 東北道, TOHOKU EXPWY)라고 줄여 부른다.

## 개요
사이타마 현 가와구치 시를 기점으로 군마현, 도치기현, 후쿠시마현, 미야기현, 이와테현, 아키타현을 경유해 아오모리 현 아오모리 시를 종점으로 하는 총연장 679.5km의 노선이다. 국토개발 간선자동차도와 고속자동차국도로써의 노선명은 도호쿠 종관 자동차도 히로사키 선이며, 동 노선의 기점 바깥인 도쿄도 네리마구부터 가와구치 시 까지의 구간(이 구간은 도쿄 외곽순환 자동차도에 포함)을 제외한 구간이 영업 노선명이다. 동일본의 대동맥의 하나로 현재 일본 최장의 고속도로이며, 전 구간을 동일본 고속도로(NEXCO 동일본)이 관리하고 있다.
전체적으로는 간토평야부터 도호쿠 지방까지, 중앙보다는 약간 동쪽으로 치우쳐진(오우산맥의 동쪽)형태로 남북을 종관하며, 가와구치 분기점 - 다키자와 나들목까지의 구간은 국도 4호선이나 도호쿠 신칸센과 병행한다. 다키자와 나들목 이북으로는 도와다호의 남쪽을 순회하는 루트로(이 구간은 하나와 선과 평행하다), 아키타 현의 북부에 있는 히로사키시를 거쳐 아오모리에 도달한다(다키자와 나들목부터 아오모리 현 히라카와 시 까지는 국도 238호선과, 히라카와 시부터 종점 아오모리 나들목까지는 국도 7호선 또는 오우 본선과 병행한다).
미야기 현 시로이시시의 구니미 휴게소 - 시로이시 나들목 구간은 북위 38도선이 있고, 표지판으로 표시되어 있다. 이와 같이 이와테 현 히라이즈미정에는 북위 39도선, 이와테 현 하치만타이시의 마쓰오하치만타이 나들목 - 야시로 나들목 구간은 북위 40도선 표지판이 설치되어 있다. 전술했지만, 산맥의 산림부를 통과하는 부분이 있지만, 노선을 통과하는 표고는 상당히 높지 않다.
또한, 야시로 분기점은 가와구치 방면 -> 하치노헤 자동차도가 본선으로, 가와구치 방면 -> 아오모리 방면이 분기선으로 되어 있다.

## 경유하는 지자체
- 사이타마현
  - 가와구치시 - 사이타마시(미도리구 - 이와쓰키구) - 하스다시 - 시라오카시 - 구키시 - 가조시 - 하뉴시
- 군마현
  - 오라군 메이와정 - 다테바야시시 - 오라군 이타쿠라정 - 다테바야시 시 - 오라 군 이타쿠라 정 - 다테바야시 시 - 오라 군 이타쿠라 정
- 도치기현
  - 사노시 - 도치기시 - 사노시 - 시모쓰가군 이와후네정 - 도치기 시 - 가누마시 - 우쓰노미야시 - 사쿠라시 - 시오야군 시오야정 - 야이타시 - 나스시오바라시 - 나스군 나스정
- 후쿠시마현
  - 니시시라카와군 니시고촌 - 시라카와시 - 니시시라카와 군 니시고 촌 - 시라카와 시 - 니시시라카와 군 이즈미자키촌 - 니시시라카와 군 야부키정 - 이와세군 가가미이시정 - 스카가와시 - 고리야마시 - 모토미야시 - 아다치군 오타마촌 - 니혼마쓰시 - 후쿠시마시 - 다테군 고오리정 - 다테 군 구니미정
- 미야기현
  - 시로이시시 - 갓타군 자오정 - 시바타군 무라타정 - 센다이시(다이하쿠구) - 나토리시 - 센다이 시(다이하쿠 구 - 아오바구 - 이즈미구) - 구로카와군 도미야정 - 구로카와 군 다이와정 - 구로카와 군 오히라촌 - 오사키시 - 구리하라시
- 이와테현
  - 이치노세키시 - 니시이와이군 히라이즈미정 - 오슈시 - 니시이와이 군 히라이즈미 정 - 오슈 시 - 이사와군 가네가사키정 - 기타카미시 - 하나마키시 - 시와군 시와정 - 시와 군 야하바정 - 모리오카시 - 다키자와시 - 하치만타이시
- 아키타현
  - 가즈노시 - 가즈노군 고사카정
- 아오모리현
  - 히라카와시 - 미나미쓰가루군 오와니정 - 히로사키시 - 히라카와 시 - 구로이시시 - 아오모리시

## 나들목·분기점
- 나들목 번호의 배경색중 ■인 구간은 공식 구간임을 나타낸다. 설비 중 ■ 표시가 되어 있는 구간은 설비가 공용이 아니거나 건설중임을 뜻한다. 스마트 IC는 ■ 표시가 되어 있다. 버스 정류장(BS)중 ◆는 휴지중임을 나타낸다. 미완성 시설물의 이름은 가칭이다.
- SA는 휴게소(Service Area)를, BS는 버스 정류장(Bus Stop)을, PA는 간이 휴게소(Parking Area)[3]를, TG는 요금소(Tollgate)를 나타낸다.

| 시설물 번호                          | 시설명                                         | 접속 노선명                                                                  | 가와구치 부터의 (km) | BS           | 비고                                             | 소재지     | 소재지         |
| ------------------------------------ | ---------------------------------------------- | ---------------------------------------------------------------------------- | -------------------- | ------------ | ------------------------------------------------ | ---------- | -------------- |
| 수도고속 (S1)가와구치 선             |                                                |                                                                              |                      |              |                                                  |            |                |
| 1                                    | 가와구치 분기점                                | 도쿄 외곽순환 자동차도                                                       | 0.0                  |              |                                                  | 사이타마현 | 가와구치시     |
| 2                                    | 우라와                                         | 국도 122호선                                                                 | 3.2                  |              | 도쿄 방면으로의 출입만 가능                      | 사이타마현 | 사이타마시     |
| 2                                    | 우라와                                         | 국도 463호선(우라와 바이패스) 국도 122호                                     | 4.8                  |              | 우쓰노미야 방면으로의 출입만 가능                | 사이타마현 | 사이타마시     |
| -                                    | 우라와TG                                       | 본선 요금소                                                                  | 5.0                  |              |                                                  | 사이타마현 | 사이타마시     |
| 3                                    | 이와쓰키                                       | 국도 16호선(이와쓰키카스카베 바이패스)                                       | 10.5                 |              |                                                  | 사이타마현 | 사이타마시     |
| -                                    | 하스다 휴게소 하스다 스마트 IC                 | -                                                                            | 18.2                 |              | 스마트 IC는 사업중 2011년도 말의 공용을 목적으로 | 사이타마현 | 하스다시       |
| -                                    | 시라오카 BS                                    | -                                                                            | 20.5                 | ◆            | 휴지중                                           | 사이타마현 | 시라오카시     |
| 3-2                                  | 구키시라오카 분기점                            | 수도권 주오 연락 자동차도(시라오카쇼부 방면)                                 | 24.1                 |              | 일부는 시라오카 정                               | 사이타마현 | 구키시         |
| 4                                    | 구키                                           | 현도 3호 사이타마쿠리하시 선                                                 | 25.5                 |              |                                                  | 사이타마현 | 구키시         |
| 5                                    | 가조                                           | 국도 125호선                                                                 | 33.4                 |              |                                                  | 사이타마현 | 가조시         |
| 5-1                                  | 하뉴                                           | 현도 84호 하뉴쿠리하시 선                                                    | 39.4                 |              |                                                  | 사이타마현 | 하뉴시         |
| -                                    | 하뉴 PA                                        | -                                                                            | 40.6                 |              | 아오모리·모리오카·센다이 방면 마지막 PA          | 사이타마현 | 하뉴시         |
| 6                                    | 다테바야시                                     | 국도 354호선(도모 광역 간선 도로)                                            | 46.0                 |              |                                                  | 군마현     | 다테바야시시   |
| 7                                    | 사노후지오카                                   | 국도 59호선(사노 바이패스)                                                   | 55.0                 |              | 일부는 도치기시                                  | 도치기현   | 사노시         |
| 7-1                                  | 사노 SA 사노 스마트 IC                         | 도치기 현도 352호 사노SA 스마트 IC선                                         | 58.0                 | ◆            |                                                  | 도치기현   | 사노시         |
| 7-2                                  | 이와후네 분기점                                | 기타칸토 자동차도(오타, 이세사키, 간에쓰 도 방면)                            | 61.8                 |              |                                                  | 도치기현   | 이와후네정     |
| -                                    | 이와후네 BS                                    | -                                                                            | 63.6                 | ◆            | BS 휴지중                                        | 도치기현   | 이와후네정     |
| 8                                    | 도치기                                         | 현도 32호 도치기카스오 선                                                    | 72.7                 |              |                                                  | 도치기현   | 도치기시       |
| 8-1                                  | 도치기쓰카 분기점                              | 기타칸토 자동차도(가사마, 조반 도, 히가시미토 도로 방면)                     | 75.4                 |              |                                                  | 도치기현   | 도치기시       |
| -                                    | 쓰카니시카타 PA                                | -                                                                            | 79.3                 |              |                                                  | 도치기현   | 도치기시       |
| -                                    | 이소마치 BS                                    | -                                                                            | 84.8                 | ◆            | BS는 휴지중                                      | 도치기현   | 가누마시       |
| 9                                    | 가누마                                         | 국도 121호선                                                                 | 91.5                 | ◆            |                                                  | 도치기현   | 가누마시       |
| -                                    | 오야 PA                                        | -                                                                            | 99.3                 |              |                                                  | 도치기현   | 우쓰노미야시   |
| 10                                   | 우쓰노미야                                     | 국도 119호선(우쓰노미야키타 도로) 닛코우쓰노미야 도로                        | 103.0                |              |                                                  | 도치기현   | 우쓰노미야시   |
| 10-1                                 | 가미카와치 SA 가미카와치 스마트 IC             | 현도 348호 가미카와치 스마트 IC 선                                           | 110.6                |              |                                                  | 도치기현   | 우쓰노미야시   |
| 11                                   | 야이타                                         | 국도 4호선(우지이에야이타 바이패스) 현도 30호 야이타나스 선                  | 120.2                |              |                                                  | 도치기현   | 야이타시       |
| -                                    | 야이타키타 PA                                  | -                                                                            | 127.5                |              |                                                  | 도치기현   | 야이타시       |
| -                                    | 다노와라 BS                                    | -                                                                            | 131.0                | ◆            | BS는 휴지중                                      | 도치기현   | 야이타시       |
| 12                                   | 니시나스노시오바라                             | 국도 400호선                                                                 | 139.1                |              |                                                  | 도치기현   | 나스시오바라시 |
| 12-1                                 | 구로이소이타야/구로이소 PA                     | 현도 351호선 구로이소이타야 IC 선                                            | 145.5                |              |                                                  | 도치기현   | 나스시오바라시 |
| 13                                   | 나스                                           | 현도 17호 나스 고원선                                                        | 152.5                |              |                                                  | 도치기현   | 나스정         |
| 13-1                                 | [[나스 고원 SA 나스 고원 스마트 IC             | 현도 349호 나스 고원 스마트 IC 선                                            | 160.5                |              |                                                  | 도치기현   | 나스정         |
| 14                                   | 시라카와                                       | 국도 4호선                                                                   | 169.7                |              |                                                  | 후쿠시마현 | 니시고촌       |
| -                                    | 니시고 BS                                      | -                                                                            | 171.1                | ○            |                                                  | 후쿠시마현 | 니시고촌       |
| 14-1                                 | 시라카와추오 스마트                            | 국도 294호선                                                                 | 176.1                |              |                                                  | 후쿠시마현 | 시라카와시     |
| -                                    | 아부쿠마 PA                                    | -                                                                            | 178.7                |              |                                                  | 후쿠시마현 | 시라카와시     |
| 15                                   | 야부                                           | 아부쿠마 고원도로 국도 4호선                                                 | 186.3                |              |                                                  | 후쿠시마현 | 야부키정       |
| 15-1                                 | 가가미이시 PA 가가미이시 스마트 IC             |                                                                              | 193.9                |              | 스마트 IC는 6시부터 22시까지만 운영              | 후쿠시마현 | 가가미이시정   |
| 16                                   | 스카가와                                       | 현도 67호 나카노스카가와 선                                                  | 198.2                |              |                                                  | 후쿠시마현 | 스카가와시     |
| -                                    | 아사카 PA                                      | -                                                                            | 206.0                |              |                                                  | 후쿠시마현 | 고리야마시     |
| 17                                   | 고리야마미나미                                 | 현도 47호 고리야마나가노 선                                                  | 207.7                |              |                                                  | 후쿠시마현 | 고리야마시     |
| 18                                   | 고리야마                                       | 국도 49호선                                                                  | 216.4                |              |                                                  | 후쿠시마현 | 고리야마시     |
| 18-1                                 | 고리야마 분기점                                | 반에쓰 자동차도                                                              | 220.2                |              |                                                  | 후쿠시마현 | 고리야마시     |
| 19                                   | 모토미야                                       | 국도 4호선                                                                   | 223.1                |              |                                                  | 후쿠시마현 | 모토미야시     |
| -                                    | 아다타라 SA                                    | -                                                                            | 226.3                |              |                                                  | 후쿠시마현 | 모토미야시     |
| -                                    | 오타마 BS                                      | -                                                                            | 229.0                | ◆            | BS는 휴지중                                      | 후쿠시마현 | 오타마촌       |
| 20                                   | 니혼마쓰                                       | 국도 459호선                                                                 | 236.0                | ◆            |                                                  | 후쿠시마현 | 니혼마쓰시     |
| 20-1                                 | 후쿠시마마쓰카와 PA 후쿠시마마쓰카와 스마트 IC |                                                                              | 244.7                | ◆            |                                                  | 후쿠시마현 | 후쿠시마시     |
| 21                                   | 후쿠시마니시                                   | 국도 115호선(후쿠시마니시 바이패스)                                          | 254.9                | ○            |                                                  | 후쿠시마현 | 후쿠시마시     |
| -                                    | 아즈마 PA                                      | -                                                                            | 257.7                |              |                                                  | 후쿠시마현 | 후쿠시마시     |
| -                                    | 후쿠시마 분기점                                | 도호쿠 주오 자동차도(건설중)                                                 | 261.7                |              | 2016년 개통 예정                                 | 후쿠시마현 | 후쿠시마시     |
| 22                                   | 후쿠시마이자카                                 | 국도 13호선                                                                  | 264.9                |              |                                                  | 후쿠시마현 | 후쿠시마시     |
| -                                    | 고리 BS                                        | -                                                                            | 270                  | ◆            | 휴지중                                           | 후쿠시마현 | 고오리정       |
| 23                                   | 구니미                                         | 현도 46호 시로이시쿠니미 선                                                  | 276.0                |              |                                                  | 후쿠시마현 | 구니미정       |
| -                                    | 구니미 SA                                      | -                                                                            | 281.9                |              |                                                  | 후쿠시마현 | 구니미정       |
| -                                    | 고시가와 BS                                    | -                                                                            |                      | ◆            | BS는 휴지중                                      | 미야기현   | 시로이시시     |
| -                                    | 시로이시니시 BS                                | -                                                                            | 295.0                | ◆            | BS는 휴지중                                      | 미야기현   | 시로이시시     |
| 24                                   | 시로이시                                       | 국도 4호선(시로이시 바이패스)                                                | 299.5                |              |                                                  | 미야기현   | 시로이시시     |
| -                                    | 자오 PA                                        | -                                                                            | 304.1                |              |                                                  | 미야기현   | 자오정         |
| 25                                   | 무라타                                         | 현도 14호 와타리오가와라카와사키 선                                          | 311.8                |              |                                                  | 미야기현   | 무라타정       |
| 26                                   | 무라타 분기점                                  | 야마가타 자동차도                                                            | 314.5                |              |                                                  | 미야기현   | 무라타정       |
| -                                    | 스고 PA                                        | -                                                                            | 319.6                |              |                                                  | 미야기현   | 무라타정       |
| 27                                   | 센다이미나미                                   | 센다이 남부도로 국도 286호선                                                 | 326.8                |              |                                                  | 미야기현   | 센다이시       |
| 28                                   | 센다이미야기                                   | 국도 48호선 (센다이니시 도로/아이코 바이패스)                                | 332.4                |              |                                                  | 미야기현   | 센다이시       |
| -                                    | 센다이미야기 BS                                | -                                                                            | 332.9                | ◆            | BS는 휴지중                                      | 미야기현   | 센다이시       |
| 28-1                                 | 이즈미 PA 이즈미 스마트 IC                     |                                                                              | 342.6                |              |                                                  | 미야기현   | 센다이시       |
| 29                                   | 이즈미                                         | 국도 4호                                                                     | 346.1                |              |                                                  | 미야기현   | 센다이시       |
| 29-1                                 | 도미야 분기점                                  | 센다이 북부 도로                                                             | 349.3                |              |                                                  | 미야기현   | 도미야정       |
| -                                    | 쓰루스 PA                                      | -                                                                            | 354.4                |              |                                                  | 미야기현   | 다이와정       |
| 30                                   | 다이와                                         | 현도 3호 시오카마요시오카 선                                                 | 357.1                |              |                                                  | 미야기현   | 다이와정       |
| 30-1                                 | 오히라                                         | 현도 57호 오히라오치아이 선                                                  | 360.3                |              |                                                  | 미야기현   | 오히라촌       |
| 30-2                                 | 산본기 PA 산본기 스마트 IC                     |                                                                              | 366.8                | ○            |                                                  | 미야기현   | 오사키시       |
| 31                                   | 후루카와                                       | 국도 47호선(이시노마키신조 도로(후보 노선))                                  | 375.1                |              |                                                  | 미야기현   | 오사키시       |
| 31-1                                 | 조자하라 SA 조자하라 스마트 IC                 |                                                                              | 381.0                |              | 스마트 IC는 6시부터 22까지 운영                  | 미야기현   | 오사키시       |
| -                                    | 다카시미즈 BS                                  | -                                                                            | 386                  | ◆            | 휴지중                                           | 미야기현   | 구리하라시     |
| 32                                   | 쓰키다테                                       | 국도 4호선                                                                   | 391.2                |              |                                                  | 미야기현   | 구리하라시     |
| -                                    | 쓰키다테 BS                                    | -                                                                            | 393                  | ◆            | 휴지중                                           | 미야기현   | 구리하라시     |
| -                                    | 시와히메 PA                                    | -                                                                            | 396.8                |              |                                                  | 미야기현   | 구리하라시     |
| 33                                   | 외키야나기칸나리                               | 현도 4호 나카다쿠리코마 선                                                   | 403.0                |              |                                                  | 미야기현   | 구리하라시     |
| -                                    | 간나리 PA                                      | -                                                                            | 408.8                |              |                                                  | 미야기현   | 구리하라시     |
| 34                                   | 이치노세키                                     | 국도 342호선                                                                 | 420.3                |              |                                                  | 이와테현   | 이치노세키시   |
| -                                    | 주손지 PA                                      | -                                                                            | 423.3                |              |                                                  | 이와테현   | 이치노세키시   |
| -                                    | 주손지 PA                                      | -                                                                            | 423.3                | 히라이즈미정 |                                                  | 이와테현   |                |
| 35                                   | 히라이즈미마에사와                             | 국도 4호선                                                                   | 431.8                |              |                                                  | 이와테현   |                |
| -                                    | 마에사와 SA                                    | -                                                                            | 437.5                |              |                                                  | 이와테현   | 오슈시         |
| 36                                   | 미즈사와                                       | 국도 4호선(가네가사키 바이패스)                                              | 449.3                |              |                                                  | 이와테현   | 오슈시         |
| 36-1                                 | 기타카미카네가사키 기타카미카네가사키 PA       | 현도 50호 기타카미카네가사키 IC 선                                           | 458.0                |              |                                                  | 이와테현   | 기타카미시     |
| 37                                   | 기타카미 분기점                                | 아키타 자동차도                                                              | 461.8                |              |                                                  | 이와테현   | 기타카미시     |
| 38                                   | 기타카미에즈리코                               | 국도 107호선                                                                 | 464.7                |              |                                                  | 이와테현   | 기타카미시     |
| -                                    | 하나마키 PA                                    | -                                                                            | 472.6                |              |                                                  | 이와테현   | 하나마키시     |
| 38-1                                 | 하나마키미나미                                 | 현도 12호 하나마키오마가리 선                                                | 474.5                |              |                                                  | 이와테현   | 하나마키시     |
| 38-2                                 | 하나마키 분기점                                | 가마이시 자동차도                                                            | 478.6                |              |                                                  | 이와테현   | 하나마키시     |
| 39                                   | 하나마키                                       | 현도 37호 하나마키코로모가와 선                                              | 481.3                |              |                                                  | 이와테현   | 하나마키시     |
| -                                    | 이와 SA                                        | -                                                                            | 489.2                |              |                                                  | 이와테현   | 시와정         |
| 40                                   | 이와                                           | 현도 46호 이와 IC 선                                                         | 494.1                |              |                                                  | 이와테현   | 시와정         |
| -                                    | 야하바 PA                                      | -                                                                            | 501.3                |              |                                                  | 이와테현   | 야하바정       |
| 41                                   | 모리오카미나미                                 | 현도 36호 가미요나이유자와 선 (미야코모리오카 횡단 도로(계획노선))           | 505.1                |              |                                                  | 이와테현   | 모리오카시     |
| 42                                   | 모리오카                                       | 국도 46호선(모리오카아키타 도로(계획노선))                                   | 512.1                |              |                                                  | 이와테현   | 모리오카시     |
| -                                    | 다키자와 PA                                    | -                                                                            | 520.1                |              |                                                  | 이와테현   | 다키자와시     |
| 43                                   | 다키자와                                       | 국도 4호선                                                                   | 522.1                |              |                                                  | 이와테현   | 다키자와시     |
| 44                                   | 니시네                                         | 국도 282호선                                                                 | 532.2                |              |                                                  | 이와테현   | 하치만타이시   |
| -                                    | 이와테산 SA                                    | -                                                                            | 537.3                |              |                                                  | 이와테현   | 하치만타이시   |
| 45                                   | 마쓰오하치만타이                               | 현도 45호 가시와다이마쓰오 선                                                | 541.7                |              |                                                  | 이와테현   | 하치만타이시   |
| -                                    | 마에모리야마 PA                                | -                                                                            | 544.2                |              |                                                  | 이와테현   | 하치만타이시   |
| -                                    | 하타 PA                                        | -                                                                            | 556.6                |              |                                                  | 이와테현   | 하치만타이시   |
| 46                                   | 야시로 분기점                                  | 하치노헤 자동차도                                                            | 563.3                |              |                                                  | 이와테현   | 하치만타이시   |
| 47                                   | 야시로                                         | 국도 282호선                                                                 | 564.6                | ○            |                                                  | 이와테현   | 하치만타이시   |
| -                                    | 다야마 PA                                      | -                                                                            | 573.2                | ○            |                                                  | 이와테현   | 하치만타이시   |
| -                                    | 유제 PA                                        | -                                                                            | 585.2                | ○            |                                                  | 아키타현   | 가즈노시       |
| 48                                   | 가즈노하치만타이                               | 국도 282호선                                                                 | 590.7                |              |                                                  | 아키타현   | 가즈노시       |
| -                                    | 하나와 SA                                      | -                                                                            | 593.7                | ○            |                                                  | 아키타현   | 가즈노시       |
| 49                                   | 도와다                                         | 국도 103호선                                                                 | 602.6                | ○            |                                                  | 아키타현   | 가즈노시       |
| 49-1                                 | 고사카                                         | 현도 2호 오다테토와다코 선                                                   | 610.7                | ○            |                                                  | 아키타현   | 고사카정       |
| -                                    | 고사카 PA                                      | -                                                                            | 613.5                |              |                                                  | 아키타현   | 고사카정       |
| -                                    | 고사카 분기점                                  | 니혼카이 연안 도호쿠 자동차도(건설중)                                        | 617.0                |              | 2013년 개통 예정                                 | 아키타현   | 고사카정       |
| -                                    | 사카나시 터널                                  | -                                                                            |                      |              | 길이 약 4,265m 도호쿠 자동차도 중 최장 터널      | 아키타현   | 고사카정       |
| -                                    | 사카나시 터널                                  | -                                                                            | 아오모리현           | 히라카와시   | 길이 약 4,265m 도호쿠 자동차도 중 최장 터널      |            |                |
| 50                                   | 이카리가세키                                   | 국도 7호선                                                                   | 아오모리현           | 히라카와시   | 630.7                                            | ○          |                |
| -                                    | 아자라 PA                                      | -                                                                            | 아오모리현           | 635.8        |                                                  |            | 오와니정       |
| -                                    | 오와니 BS                                      | -                                                                            | 아오모리현           | 640.0        | ○                                                |            | 오와니정       |
| 51                                   | 오와니히로사키                                 | 국도 7호선                                                                   | 아오모리현           | 643.7        |                                                  |            | 오와니정       |
| -                                    | 쓰가루 SA                                      | -                                                                            | 아오모리현           | 646.5        |                                                  |            | 히라카와시     |
| 52                                   | 구로이시                                       | 국도 102호선 (히로사키쿠로이시 나들목 연락 도로)                             | 아오모리현           | 653.6        |                                                  |            | 구로이시시     |
| -                                    | 보탄다이라 BS                                  | -                                                                            | 아오모리현           | 654.9        | ○                                                |            | 구로이시시     |
| -                                    | 다카다테 PA                                    | -                                                                            | 아오모리현           | 660.8        |                                                  |            | 구로이시시     |
| -                                    | 하구로타이 BS                                  | -                                                                            | 아오모리현           | 665.5        | ○                                                |            | 아오모리시     |
| 53                                   | 나미오카                                       | 현도 285호 나미오카후지사키 선 국도 7호선(나미오카 바이패스) 쓰가루 자동차도 | 아오모리현           | 667.6        |                                                  |            | 아오모리시     |
| 54                                   | 아오모리                                       | 국도 7호선(아오모리 순환 도로)                                               | 아오모리현           | 679.5        |                                                  |            | 아오모리시     |
| 아오모리 자동차도 아오모리 중앙 방면 |                                                |                                                                              |                      |              |                                                  |            |                |

## 주요 접속 도로
- 수도고속도로 가와구치 선 (가와구치 분기점에서 직결)
- 도쿄 가이칸 자동차도 (가와구치 분기점에서 접속)
- 슈토켄 추오 연락 자동차도 (구키시라오카 분기점에서 접속)